# Amphoe Khao Kho
Amphoe Khao Kho (Thai อำเภอเขาค้อ) ist ein Landkreis (Amphoe – Verwaltungs-Distrikt) in der Provinz Phetchabun. Die Provinz Phetchabun liegt in der Nordregion von Thailand.

## Etymologie
Der Name des Landkreises stammt von einer bestimmten Palmenart, die auf Thai Kho (ค้อ, Livistona speciosa) heißt. Sie wird hier häufig angetroffen, daher kann man den Namen des Landkreises auch übersetzen als „Kho-Palmen-Hügel“.

## Geographie
Amphoe Khao Kho ist fast vollständig von Ausläufern der Phetchabun-Berge bedeckt.
Amphoe Khao Kho liegt im Nordwesten der Provinz Phetchabun und grenzt vom Osten im Uhrzeigersinn aus gesehen an die Amphoe Lom Kao, Lom Sak und Mueang Phetchabun in der Provinz Phetchabun, an die Amphoe Noen Maprang, Wang Thong und Nakhon Thai in der Provinz Phitsanulok sowie Dan Sai in der Provinz Loei.

## Geschichte
Khao Kho wurde am 21. August 1984 als „Zweigkreis“ (King Amphoe) gebildet, indem die beiden Tambon Thung Samo und Khaem Son aus dem Amphoe Lom Sak ausgegliedert wurden.
Am 19. Juli 1991 erfolgte dann die Hochstufung zu einem Amphoe.
Zwischen 1965 und 1984 war die Gegend von Khao Kho Schauplatz von militärischen Auseinandersetzungen zwischen der thailändischen Armee und aufständischen Kommunisten, die hier in der Berglandschaft ein Rückzugsgebiet einrichten wollten.

## Kultur
Im kleinen Dorf Thang Daeng (Tambon Khaem Son) befindet sich Wat Phra That Pha Kaeo, eine erst 2004 auf private Initiative errichtete Andachts- und Meditationsstätte mit ungewöhnlichen, sehr phantasievollen Formen und auffälligen bunten Mosaiken. Sie wurde im Jahr 2010 vom Sangha-Rat als buddhistisches Kloster anerkannt.

## Bilder

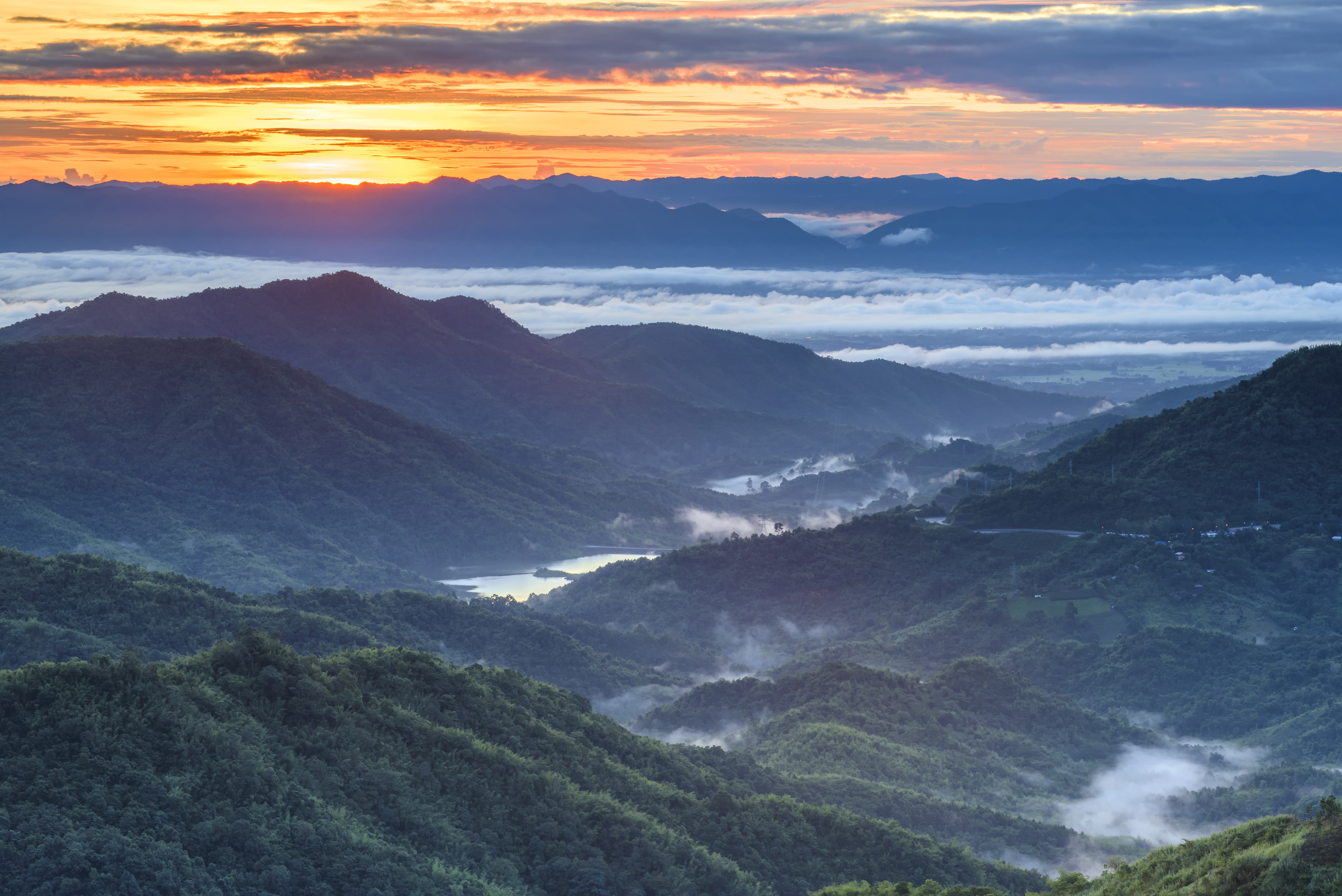
Khao Kho Nationalpark
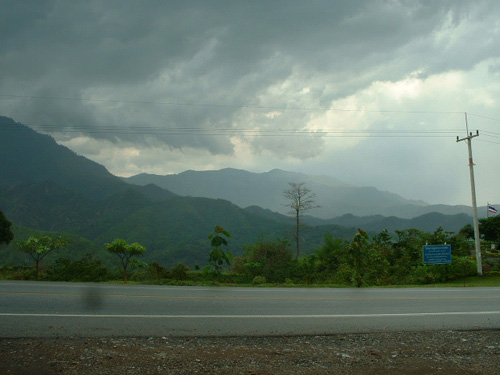
Die Berge von Khao Kho im Regen
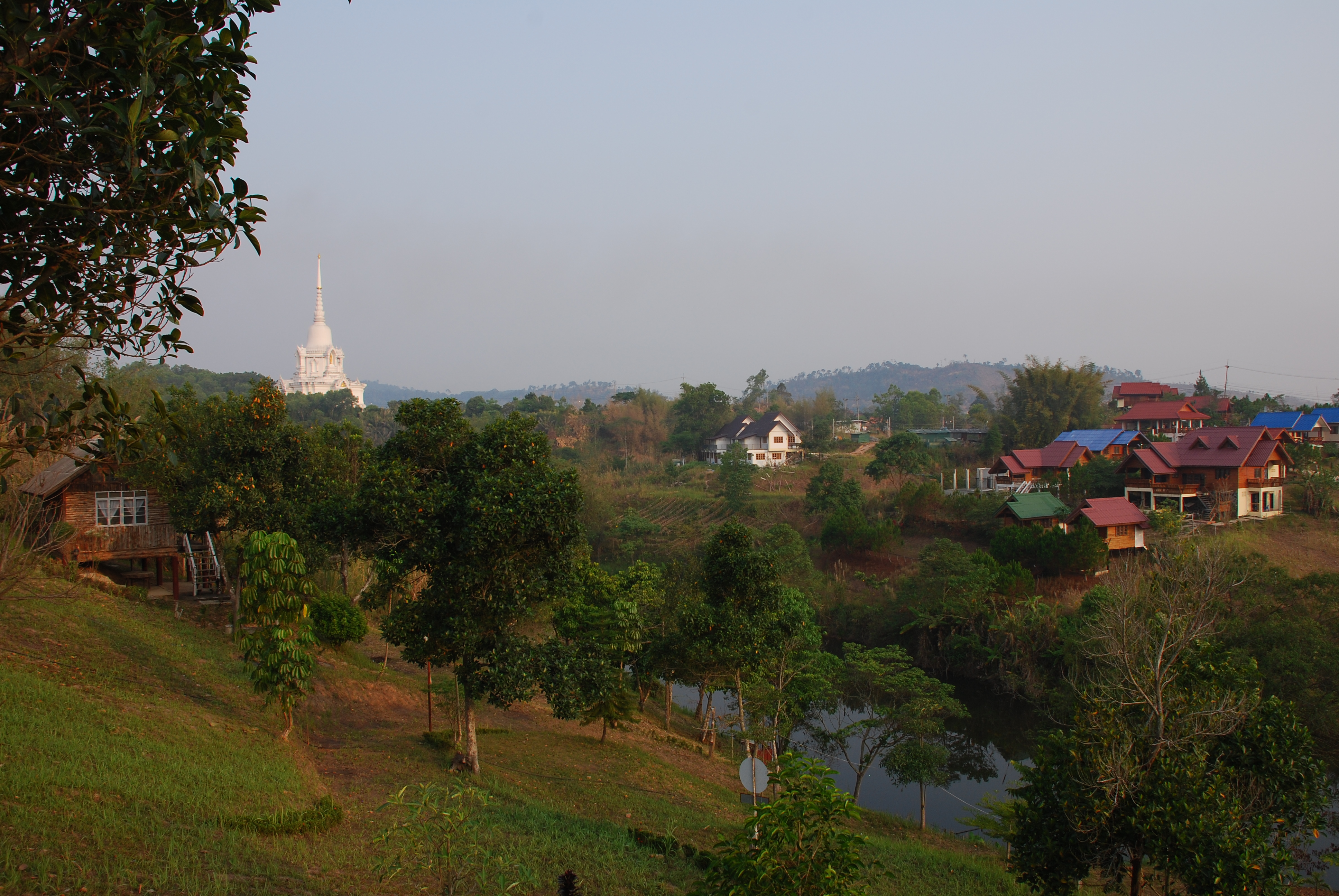
Landschaft in Khao Kho
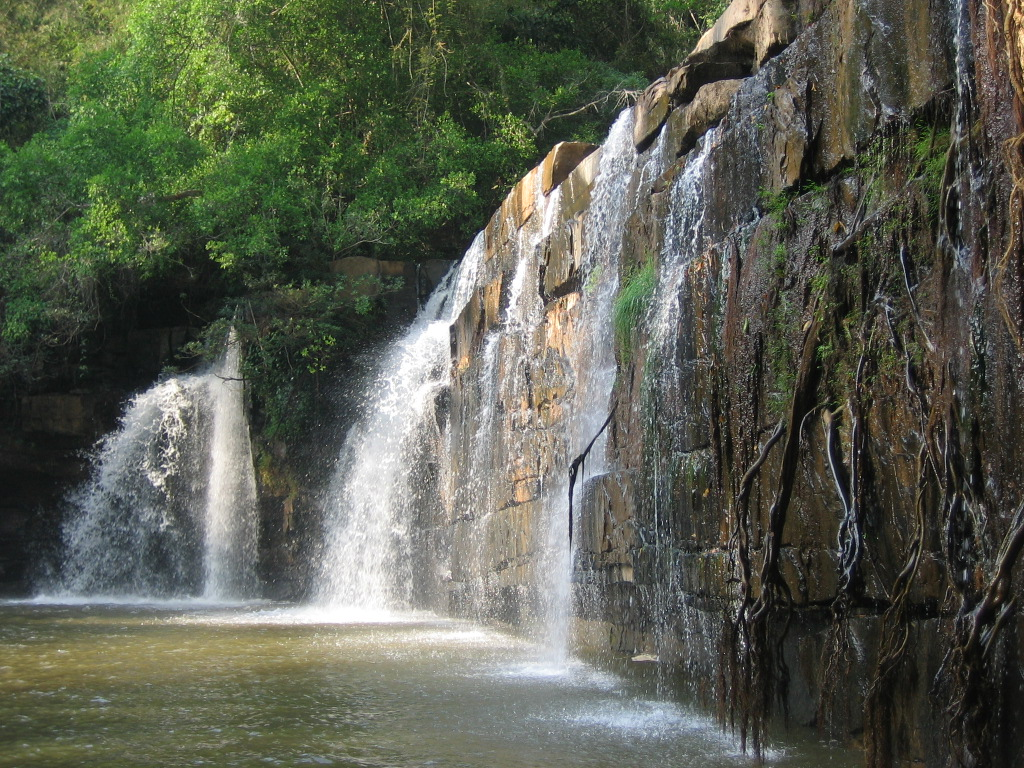
Wasserfall Si Dit
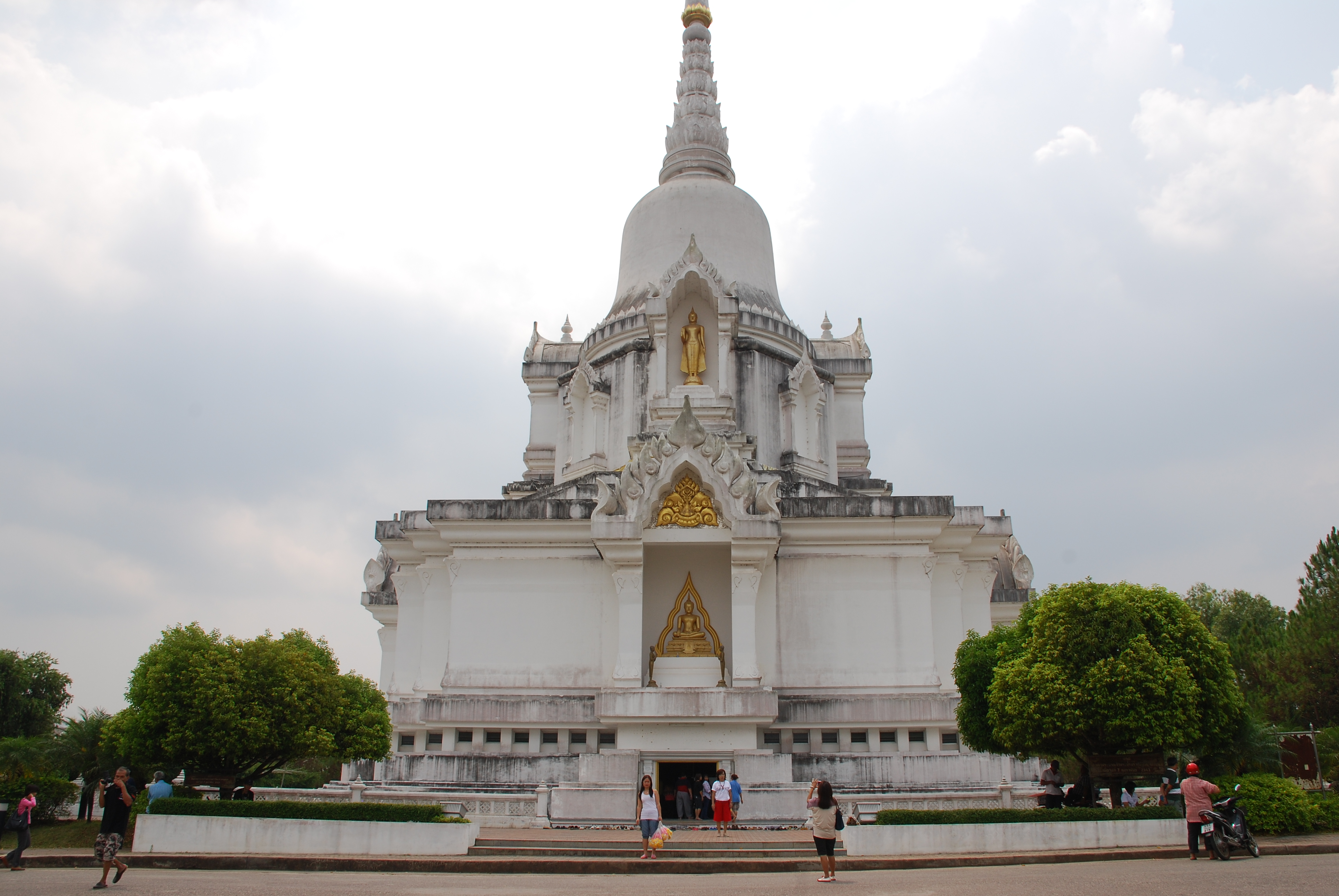
Phra Borommathat Chedi, Khao Kho
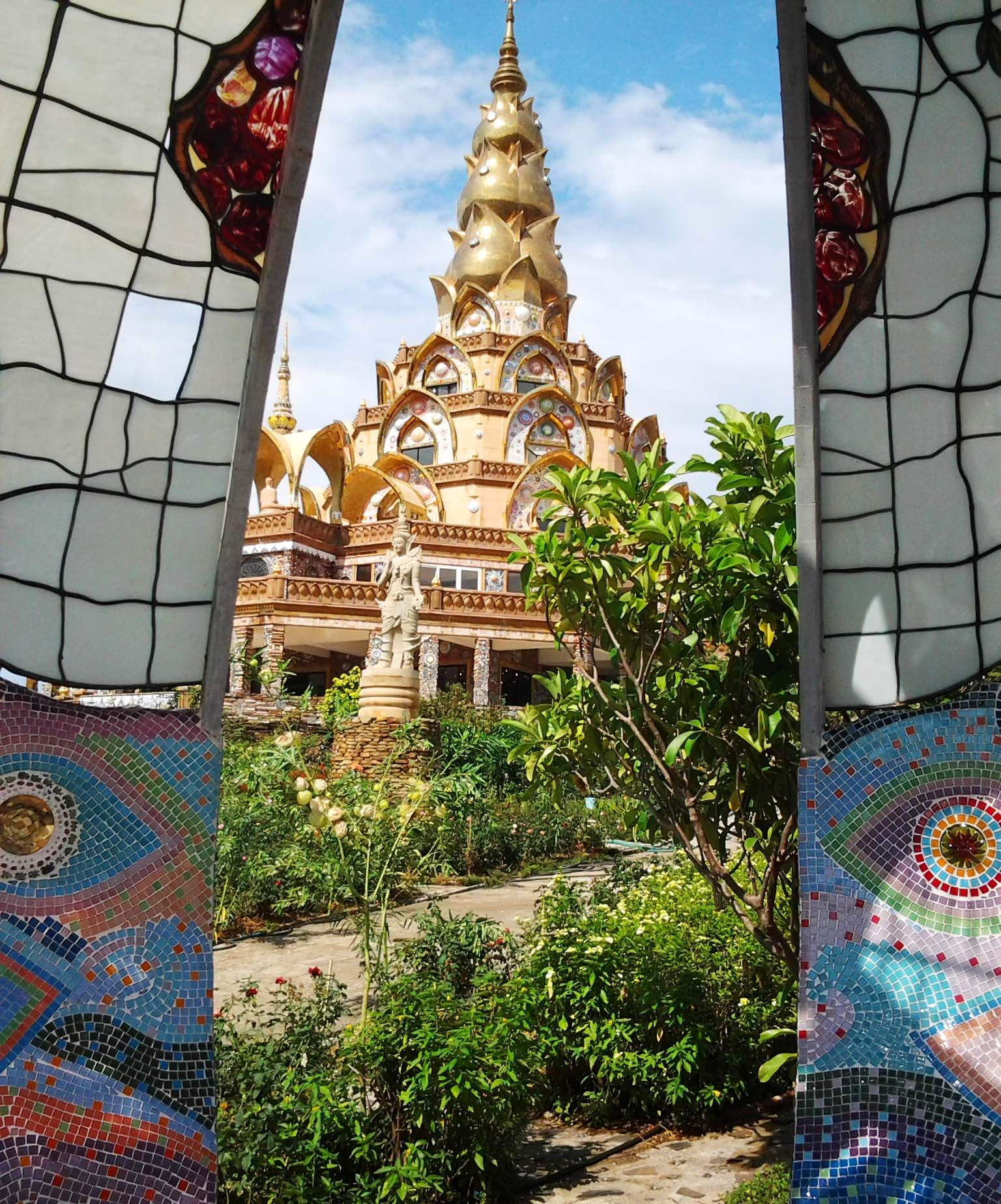
Wat Phra That Pha Kaeo
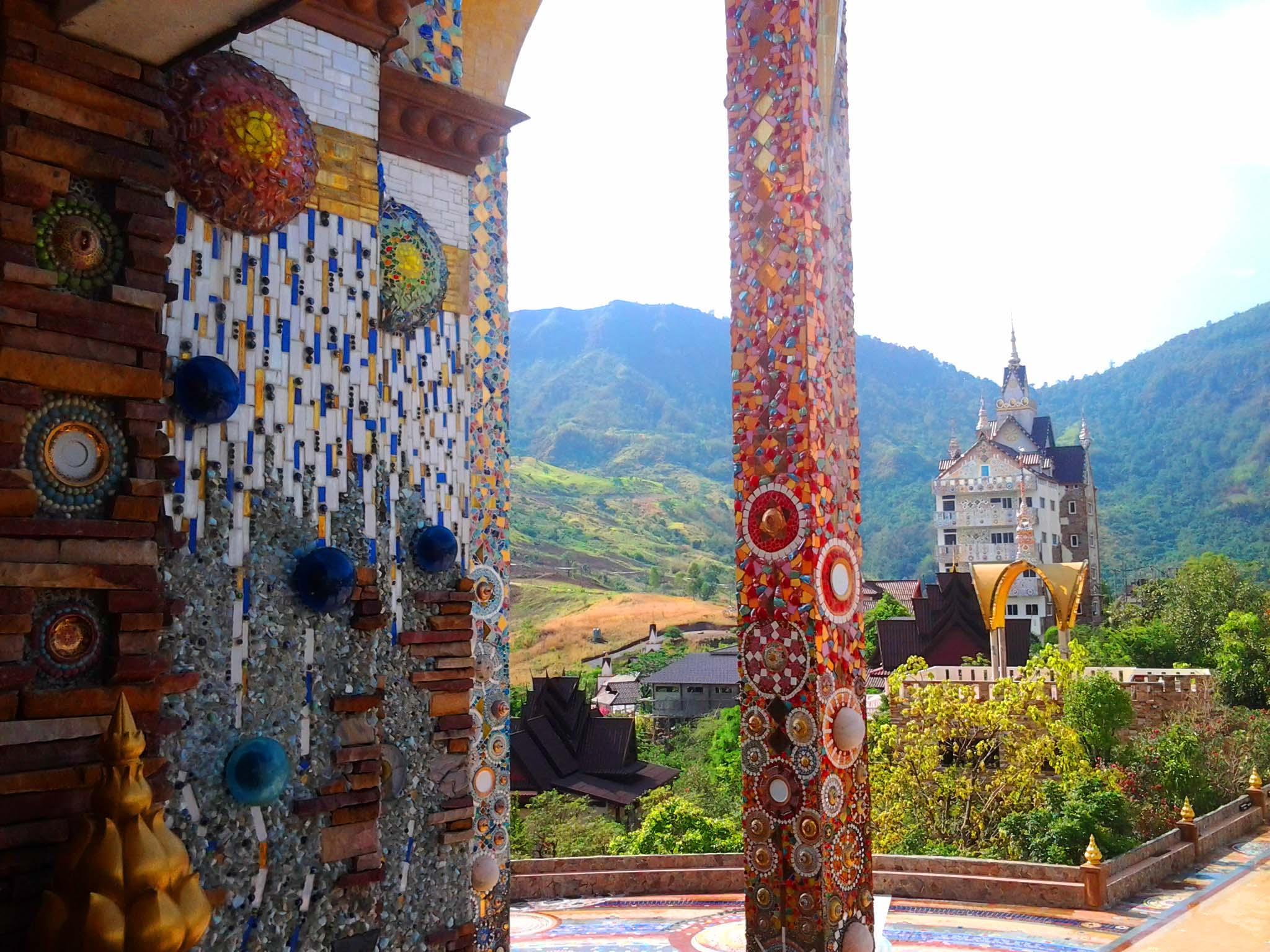
Wat Phra That Pha Kaeo

## Verwaltung

### Provinzverwaltung
Der Landkreis Khao Kho ist in sieben Tambon („Unterbezirke“ oder „Gemeinden“) eingeteilt, die sich weiter in 72 Muban („Dörfer“) unterteilen.
| Nr. | Name         | Thai     | Muban | Einw.  |
| --- | ------------ | -------- | ----- | ------ |
| 01. | Thung Samo   | ทุ่งสมอ    | 11    | 04.184 |
| 02. | Khaem Son    | แคมป์สน   | 14    | 05.238 |
| 03. | Khao Kho     | เขาค้อ    | 14    | 07.444 |
| 04. | Rim Si Muang | ริมสีม่วง   | 06    | 01.367 |
| 05. | Sado Phong   | สะเดาะพง | 05    | 01.590 |
| 06. | Nong Mae Na  | หนองแม่นา | 10    | 02.916 |
| 07. | Khek Noi     | เข็กน้อย   | 12    | 13.755 |

### Lokalverwaltung
Es gibt eine Kommune mit „Kleinstadt“-Status (Thesaban Tambon) im Landkreis:
- Khaem Son (Thai: เทศบาลตำบลแคมป์สน) bestehend aus dem kompletten Tambon Khaem Son.

Außerdem gibt es vier „Tambon-Verwaltungsorganisationen“ (องค์การบริหารส่วนตำบล – Tambon Administrative Organizations, TAO)
- Thung Samo (Thai: องค์การบริหารส่วนตำบลทุ่งสมอ) bestehend aus dem kompletten Tambon Thung Samo.
- Khao Kho (Thai: องค์การบริหารส่วนตำบลเขาค้อ) bestehend aus den kompletten Tambon Khao Kho, Rim Si Muang, Sado Phong.
- Nong Mae Na (Thai: องค์การบริหารส่วนตำบลหนองแม่นา) bestehend aus dem kompletten Tambon Nong Mae Na.
- Khek Noi (Thai: องค์การบริหารส่วนตำบลเข็กน้อย) bestehend aus dem kompletten Tambon Khek Noi.